# Округ Каберус (Северна Каролина)
Каберус (енгл. Cabarrus County) је округ у америчкој савезној држави Северна Каролина.

## Демографија
По попису из 2010. године број становника је 178.011, што је 46.948 (35,8%) становника више него 2000. године.
| Група             | 2000.           | 2010.           |
| Белци             | 106.030 (80,9%) | 127.526 (71,6%) |
| Афроамериканци    | 15.961 (12,2%)  | 27.219 (15,3%)  |
| Азијати           | 1.190 (0,9%)    | 3.513 (2,0%)    |
| Хиспаноамериканци | 6.620 (5,1%)    | 16.767 (9,4%)   |
| Укупно            | 131.063         | 178.011         |